# Unión de las Coronas
La Unión de las Coronas (gaélico escocés: Aonadh nan Crùintean; escocés: Union o the Crouns) se refiere al acceso al trono de Inglaterra e Irlanda por Jacobo VI, rey de los escoceses, y la consecuente unificación para algunos propósitos (como la diplomacia de ultramar) de los tres reinos bajo un solo monarca en el 24 de marzo de 1603. La Unión de las Coronas se produjo tras la muerte sin descendencia de su tía-abuela segunda, la reina Isabel I de Inglaterra, última monarca de la dinastía Tudor, por cuanto Jacobo VI era bisnieto de Margarita Tudor, hija de Enrique VII de Inglaterra.
El término en sí mismo, aunque es generalmente aceptado, es confuso; propiamente, ésta fue una unión personal o dinástica, permaneciendo separadas las Coronas, a pesar de los mejores esfuerzos de Jacobo por crear un nuevo trono "imperial" de Gran Bretaña. Inglaterra y Escocia continuaron siendo reinos separados, si bien compartían un monarca junto con Irlanda (con un interregno en la década de 1650, durante el estado unitario republicano de la Mancomunidad y el Protectorado), hasta el Acta de Unión de 1707, durante el reinado de la última monarca de la dinastía de Estuardo, la reina Ana I de Gran Bretaña.

## Unificación temprana

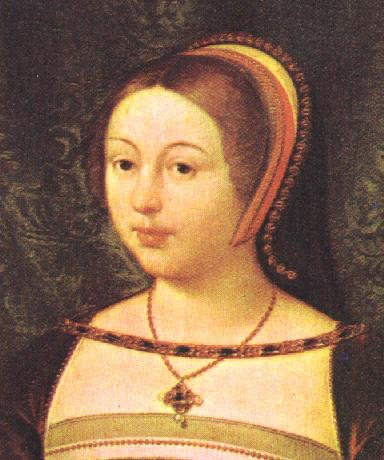
Margarita Tudor

En agosto de 1503, Jacobo IV, rey de los escoceses, se casaba con Margarita Tudor, la hija mayor de Enrique VII de Inglaterra, y el espíritu de una nueva fue celebrado por el poeta William Dunbar en "The Thrissil and the Rois". El matrimonio fue el resultado del Tratado de Paz Perpetua, concluida el año anterior, que, en teoría, terminó siglos de rivalidad anglo-escocesa. El matrimonio combinó a los Estuardos con la línea de sucesión de los Tudor, a pesar de la improbabilidad de que un príncipe escocés accediera al trono inglés en ese entonces. Sin embargo, muchos de los que estaban del lado inglés estaban preocupados por las implicaciones dinásticas del matrimonio, incluyendo algunos consejeros privados. Para contrarrestar estos temores, Enrique VII tiene fama de haber dicho:

our realme wald receive na damage thair thorow, for in that caise Ingland wald not accress unto Scotland, bot Scotland wald acress unto Ingland, as to the most noble heid of the hole yle... evin as quhan Normandy came in the power of Inglis men our forbearis.

La paz no duró en «perpetuidad»; ya que fue perturbada en 1513 cuando Enrique VIII, rey de Inglaterra y señor de Irlanda, que había sucedido a su padre cuatro años antes, declaró la guerra a Francia. En respuesta, Francia invocó los términos de la Alianza Auld, su antiguo vínculo con Escocia. Jacobo debidamente invadió el norte de Inglaterra conduciendo a la batalla de Flodden.
En las décadas siguientes, las relaciones de Inglaterra con Escocia fueron turbulentas. A mediados del reinado de Enrique, los problemas de la sucesión real, que parecían tan poco importante en 1503, adquirieron dimensiones cada vez mayores, cuando la cuestión de la fertilidad de los Tudor —o la falta de ella— entró directamente en la arena política. La línea de Margarita Tudor fue excluida de la sucesión inglesa, sin embargo, durante el reinado de Isabel I se levantaron de nuevo preocupaciones. En la última década de su reinado estaba claro para todos que Jacobo VI de Escocia, bisnieto de Jacobo IV y Margarita Tudor, era el único heredero generalmente aceptable.

## Accesión de Jacobo VI

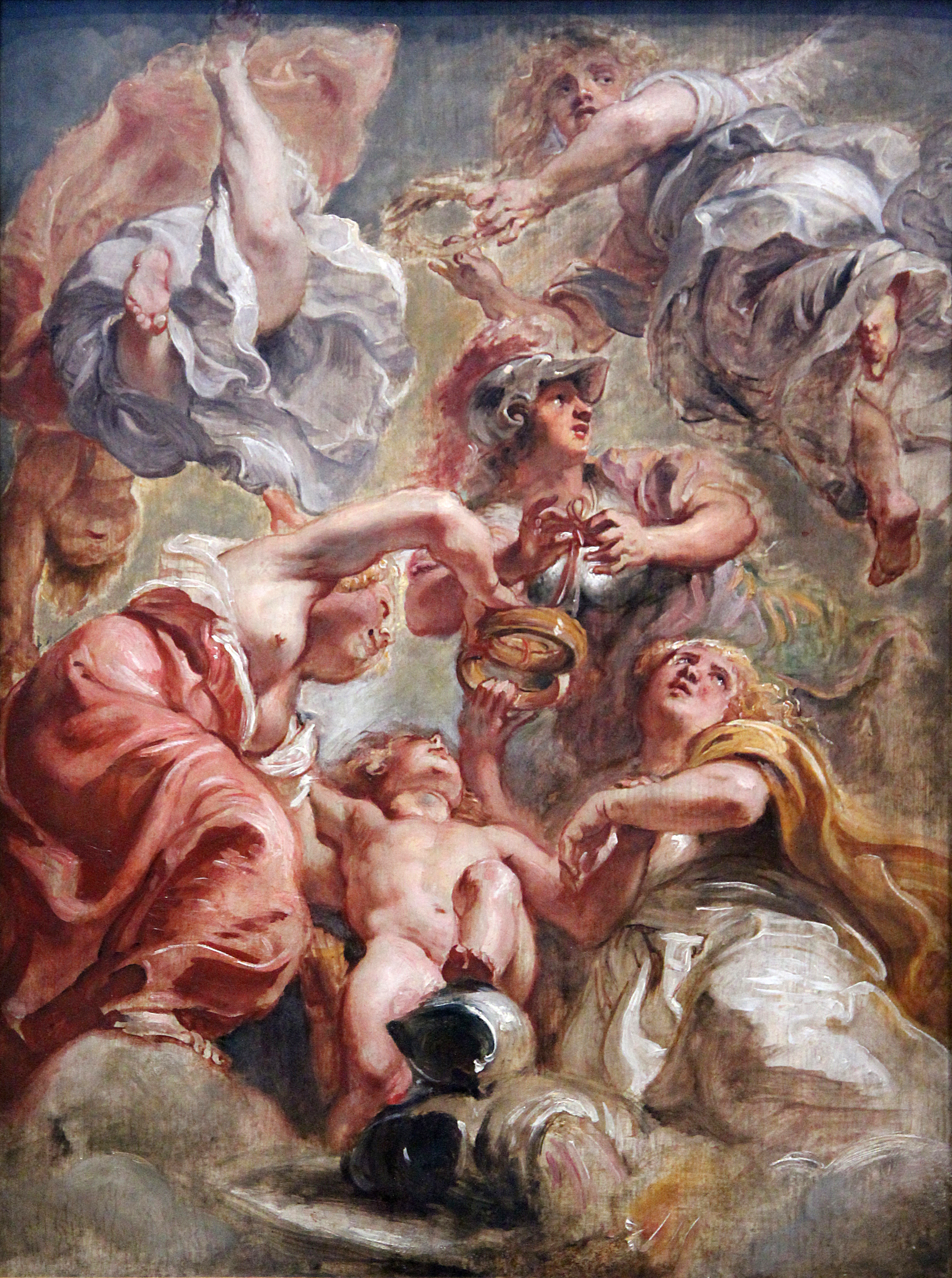
Inglaterra y Escocia con Minerva y el Amor pintura alegórica de Peter Paul Rubens que representa la unión de las coronas.

A partir de 1601, en los últimos años de la vida de Isabel I, ciertos políticos ingleses, notablemente su ministro principal, sir Robert Cecil, mantuvieron una correspondencia secreta con Jacobo para prepararse de antemano para una sucesión suave. Cecil le aconsejó a James no presionar a la reina sobre el asunto de la sucesión, sino simplemente tratarla con bondad y respeto. El enfoque resultó eficaz: «Confío en que no dudes», Isabel escribió a Jacobo, «Pero que sus últimas cartas son tan aceptablemente tomadas como mi agradecimiento no pueden faltar por lo mismo, pero les rinden agradecidos». En marzo de 1603, con la reina claramente muriendo, Cecil le envió a Jacobo un proyecto de proclamación de su adhesión al trono inglés. Fortalezas estratégicas se pusieron en alerta, y Londres fue puesta bajo guardia. Isabel murió en las primeras horas del 24 de marzo. Dentro de ocho horas, Jacobo fue proclamado rey en Londres, las noticias fueron recibidas sin protestas o disturbios.

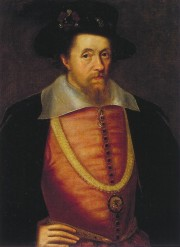
Jacobo VI de Escocia

El 5 de abril de 1603, Jacobo dejó Edimburgo para irse a Londres, prometiendo volver cada tres años (una promesa que él no cumplió, volviendo solamente una vez, en 1617, catorce años después de su partida inicial), y progresó lentamente de ciudad en ciudad, para llegar a la capital después del funeral de Isabel. Los señores locales recibieron a Jacobo con una hospitalidad lujosa a lo largo de la ruta; y los nuevos súbditos de Jacobo acudieron a verlo, y se alivió sobre todo de que la sucesión no hubiera desencadenado disturbios ni invasiones. Cuando James entró en Londres, fue atropellado. La multitud de gente, dijo un observador, era tan grande que "cubrían la belleza de los campos, y tan codiciosos eran de ver al rey que se lastimaban y lastimaban a otros". La coronación inglesa de Jacobo tuvo lugar el 25 de julio, con elaboradas alegorías proporcionadas por dramáticos poetas como Thomas Dekker y Ben Jonson, aunque las festividades tuvieron que ser restringidas debido a un brote de la plaga. Sin embargo, todo Londres salió a la calle para la ocasión: "Las calles parecían pavimentadas con hombres", escribió Dekker. «Los establos, en vez de mercancías ricas, fueron expuestos con niños, y los marcos abiertos de las ventanas se llenaron de mujeres».
Cualesquiera que sean los temores residuales que muchos en Inglaterra pudieron haber sentido ante la perspectiva de ser gobernados por un escocés, la llegada de Jacobo despertó un estado de ánimo de gran expectativa. Los años crepusculares de Isabel habían sido una decepción; y para una nación perturbada durante tantos años por la cuestión de la sucesión, el nuevo rey era un hombre de familia que ya tenía herederos varones en el ala. Pero la luna de miel de Jacobo fue de muy corta duración; y sus acciones políticas iniciales hicieron mucho para crear el tono bastante negativo que fue convertirse de un exitoso rey escocés a uno inglés decepcionante. La mayor y más obvia de éstas era la cuestión de su estatuto y título exactos. Jacobo pretendía ser rey de Gran Bretaña e Irlanda. Su primer obstáculo a lo largo de este camino imperial fue la actitud del Parlamento inglés. En su primer discurso en su asamblea meridional el 19 de marzo de 1604, Jacobo hizo una declaración clara del manifiesto real:

Lo que Dios ha unido no separe a nadie. Yo soy el marido y toda la isla es mi esposa legítima; yo soy la cabeza y ella es mi cuerpo; yo soy el pastor y ella es mi rebaño. Espero, pues, que nadie piense que yo, rey cristiano bajo el Evangelio, debería ser polígamo y esposo de dos esposas; que yo siendo la cabeza deba tener un cuerpo dividido o monstruoso o que siendo el pastor de un rebaño tan justo deba tener a mi rebaño dividido en dos.

El Parlamento puede muy bien haber rechazado la poligamia; pero el matrimonio, si era matrimonio, entre los reinos de Inglaterra y Escocia era, en el mejor de los casos, morganático. Las ambiciones de Jacobo fueron recibidas con muy poco entusiasmo, así como uno por uno de los miembros del parlamento se apresuraron a defender el antiguo nombre y reino de Inglaterra. Se plantearon toda clase de objeciones legales: todas las leyes tendrían que ser renovadas y todos los tratados renegociados. Para Jacobo, cuya experiencia con los parlamentos se limitaba a la variedad Escocesa escenificada y semifeudal, la autoconfianza —y obstinación— de la versión inglesa, que tenía larga experiencia con monarcas rebeldes, fue un golpe obvio. Decidió dar un paso al frente a todo el asunto asumiendo unilateralmente el título de Rey de Gran Bretaña mediante una Proclamación relativa al Estilo de las Reyes Majestades el 20 de octubre de 1604 anunciando que él "asumió a nuestra persona por la inteligencia de nuestro derecho, el nombre y Escudo del REY DE GRAN BRITTAINE, FRANCIA E IRLANDA, DEFENSOR DE LA FE, &c.". Esto solo profundizó la ofensa. Incluso en Escocia había poco entusiasmo verdadero para el proyecto, aunque los dos parlamentos finalmente se vieron obligados a tomar 'en consideración' toda la cuestión, cosa que hicieron durante varios años, nunca llegando a la conclusión deseada.

## Oposición a la unión
En Escocia hubo signos tempranos de que muchos veían el riesgo de que «el menor fuera atraído por el mayor», como predijo Enrique VII una vez. Un ejemplo ante ojos escoceses fue el caso de Irlanda, un reino en nombre, pero —desde 1601— una nación vasalla en la práctica. John Russell, abogado y escritor, entusiasta inicial de «la feliz y dichosa Unión entre los antiguos reinos de Escocia e Inglaterra», advirtió más tarde a Jacobo:

Lett it not begyne vith ane comedie, and end in ane tragedie; to be ane verball unioun in disparitie nor reall in conformity…thairby, to advance the ane kingdome, to great honor and beccome forȝetfull of the uther, sua to mak the samyn altogidder solitat and desoltat qhilk cannot stand vith your Majestie's honor. As god hes heichlie advanceit your Majestie lett Scotland qhilk is ȝour auldest impyir be partakeris of ȝour blissings.

Estos temores se hicieron eco por el Parlamento Escocés. Sus miembros le estaban diciendo al rey que estaban «seguros» de que sus planes para una unión de incorporación no perjudicarían las antiguas leyes y libertades de Escocia; pues cualquier daño de este tipo significaría que «ya no podía ser una monarquía libre». Jacobo intentó tranquilizar a sus nuevos súbditos ingleses de que el nuevo sindicato sería similar al de Inglaterra y Gales, y que si Escocia se negara «obligaría a sus asentimientos, teniendo un partido más fuerte que el partido opuesto de los amotinados». En junio de 1604, los dos parlamentos nacionales aprobaron actos de nombramiento de comisionados para explorar la posibilidad de «una unión más perfecta». Jacobo cerró la sesión final de su primer parlamento con una reprensión a sus oponentes en la Cámara de los Comunes —«Aquí todo lo que se sospechaba... merecen ser enterrados en el fondo del mar ya que solo piensan en la separación, donde Dios había hecho tal unión»—.
La Comisión de la Unión realizó algunos progresos limitados en cuestiones discretas como las leyes fronterizas hostiles, el comercio y la ciudadanía: las fronteras se convertirían en los «condados medios». El libre comercio resultó polémico, al igual que la cuestión de la igualdad de derechos ante la ley. Los temores se expresaron abiertamente en el Parlamento de Westminster de que los trabajos ingleses serían amenazados por todos los pobres del reino de Escocia, quienes al «acercarse al Sonn, y reunirse aquí en tales Multitudes, es probable que se produzca la muerte y la escasez». El estatuto exacto de los post nati, aquellos nacidos después de la Unión de marzo de 1603, no fue decidido por el Parlamento, sino en los tribunales por el caso de Calvin (1608), que extendía los derechos de propiedad a todos los súbditos del rey en el derecho común inglés.

### Animosidad nacional
Los aristócratas escoceses y otros buscadores de lugares caminaron hasta Londres, para competir por altos cargos en el gobierno. Varios años después, sir Anthony Weldon escribió que

Escocia era demasiado guiada para los que la habitan, y demasiado mala para que otros estén a cargo de conquistarla. El Ayre puede ser saludable, pero para la gente apestosa que la habita... Esas bestias son generalmente pequeños (eso se espera de las mujeres) de los cuales no hay mayor en el mundo.

Una observación hiriente llegó en la comedia Eastward Ho, una colaboración entre Ben Jonson, George Chapman y John Marston. Al entusiasmarse por la buena vida que se tiene en la colonia de Virginia, se observa:

Y entonces vivirás libremente allí, sin sargentos, ni cortesanos, ni abogados, ni inteligentes —solo unos cuantos industriosos escoceses tal vez—, que en verdad están dispersos sobre la faz de toda la tierra. Pero en cuanto a ellos, allí no hay grandes amigos de los ingleses e Inglaterra. Cuando están fuera, en el mundo, allí ellos estarán. Y por mi parte, yo quería cien mil de ellos fueran allí, porque ahora somos todos compatriotas, ya sabes; y debemos encontrar diez veces más comodidad que ellos allí, entonces lo hacemos aquí.

Las sátiras anti-inglesas proliferaron, y en 1609 el rey pasó un acto, prometiendo las más duras penas contra los escritores de «pasquillis, libellis, rimas, cockalanis, comedias y en ocasiones sicklyk, por las que calumnian y malignan y critican el estado y el país de Inglaterra...».
En octubre de 1605, el embajador veneciano en Londres señaló que «se suprimirá la cuestión de la Unión, porque Su Majestad es ahora consciente de que no se puede hacer nada, ambas partes muestran tanta obstinación que es imposible un alojamiento; Su Majestad está decidida a abandonar la cuestión por el presente, con la esperanza de que el tiempo pueda consumir los malos humores».

## Símbolos de la unión
El rey Jacobo ideó nuevos escudos de armas, una moneda uniforme y símbolos nacionales. La creación de una bandera nacional resultó contenciosa, con diseños aceptables para un lado ofendiendo típicamente al otro. Jacobo finalmente proclamó la nueva Bandera de la Unión el 12 de abril de 1606: los escoceses que vieron en ella una Cruz de San Jorge superpuesta a una Saltire de San Andrés intentaron crear su propio diseño «escocés» en la cual se invirtió la superposición. (Este diseño en Escocia fue utilizado hasta 1707.) Durante años, los buques de las dos naciones continuaron volando sus respectivas «banderas», a pesar de la proclamación real. La Bandera de la Unión solo entró en uso común bajo El Protectorado de Cromwell.

Armas del Reino de Escocia, 1565-1603.
Armas del Reino de Inglaterra, 1558-1603.
Armas del Reino de Irlanda, 1541-1603.
Armas del Reino de Escocia, 1603-1707.
Armas del Reino de Inglaterra y del Reino de Irlanda, 1603-1707.
La bandera del Reino de Escocia.
La bandera del Reino de Inglaterra.
La Bandera de Unión usada en el Reino de Escocia desde comienzos del siglo XVII hasta 1707.
La Bandera de Unión usada en el Reino de Inglaterra, 1606-1707.